# Zlakova
Zlakova este o localitate din comuna Zreče, Slovenia, cu o populație de 155 de locuitori.